# Ulster Trophy 1947
De Ulster Trophy 1947 was een autorace die werd gehouden op 9 augustus 1947 in Ballyclare.

## Uitslag
| Positie | No. | Rijder                | Team   | Ronden | Tijd/Opgave |
| ------- | --- | --------------------- | ------ | ------ | ----------- |
| 1       | 3   | Bob Gerard            | ERA    | 36     | 2:05:10.0   |
| 2       | 6   | Barry Woodall         | Delage | 34     | +2 ronden   |
| 3       | 8   | George Abecassis      | ERA    | 21     | +15 ronden  |
| 4       | 4   | Cuth Harrison         | ERA    | 18     | +18 ronden  |
| DNF     | 14  | Gordon Watson         | Alta   | 14     | Ophanging   |
| DNF     | 2   | Reg Parnell           | ERA    | 11     | Achteras    |
| DNF     | 1   | Birabongse Bhanubandh | ERA    | 5      | Wiel        |
| DNF     | 12  | John Bolster          | ERA    | 4      | Motor       |

Rijders waarvan de positie is aangegeven met DNF hebben niet de finish bereikt.